# Place du 14-Janvier 2011
La place du 14-Janvier 2011 (arabe : ساحة 14 جانفي 2011) est une place de Tunis, capitale de la Tunisie.

## Situation et accès
La place du 14-Janvier 2011 est située à l'intersection de l'avenue Habib-Bourguiba, de l'avenue Mohammed-V, de l'avenue Jean-Jaurès, de la rue de Turquie et de l'avenue des Nations-Unies.
Elle est desservie par la gare TGM Tunis-Marine.

## Origine du nom
Elle commémore la révolution tunisienne du 14 janvier 2011.

## Historique
Cette place possède une forte valeur symbolique tout au long de l'histoire contemporaine du pays.
De 1899 à 1956 y règne le monument de Jules Ferry, l'instaurateur du protectorat français, au centre de cette place qui s'appelle alors place de l'Afrique.
Après l'indépendance, on y place la statue équestre du président de la Tunisie, Habib Bourguiba. Cette dernière est déboulonnée le 11 octobre 1988 puis installée à La Goulette au profit d'une horloge rectangulaire, le « réveille-matin », comme l'appellent alors les Tunisois. La place se nomme alors place du 7-Novembre 1987 en référence à la date du coup d'État du nouveau président, Zine el-Abidine Ben Ali.
Après la fin des travaux de rénovation de l'avenue en 2001, l'ancienne horloge est remplacée par une nouvelle horloge obélisque de style moderne.
À la suite de la révolution de 2011 qui conduit à la chute du régime de Ben Ali, la place est rebaptisée à nouveau pour rendre hommage à cet événement historique. Le 1er juin 2016, la statue équestre de Bourguiba fait officiellement son retour à l'ouest de la place, à l'instigation du président Béji Caïd Essebsi.

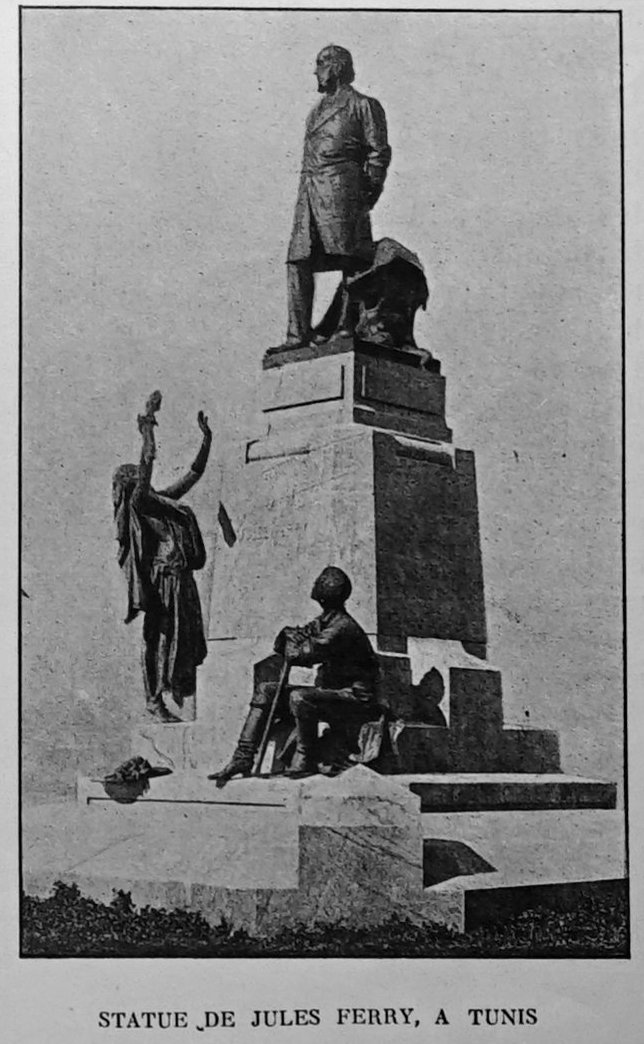
Monument de Jules Ferry.
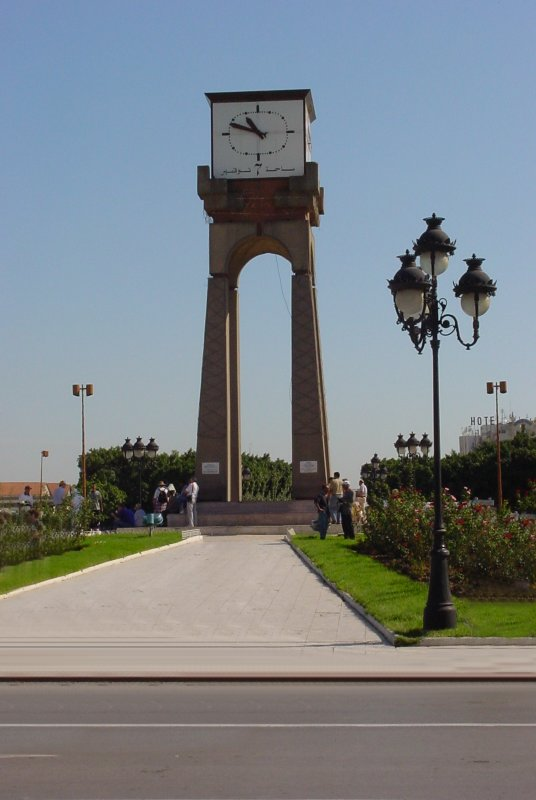
Ancien « réveille-matin ».
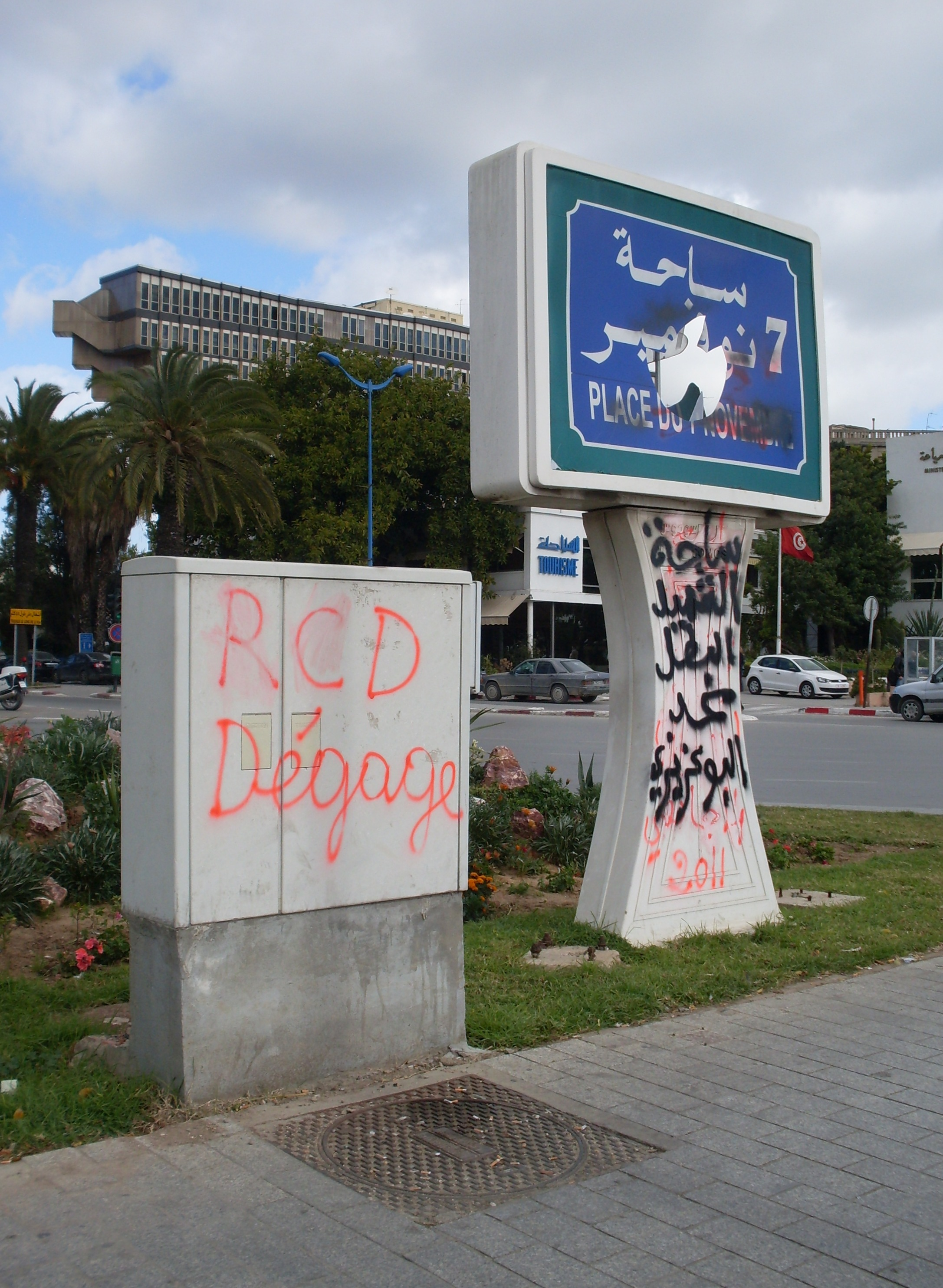
Panneau indicatif saccagé après la révolution de 2011.

## Monuments remarquables
- Statue équestre de Habib Bourguiba réalisée par le sculpteur tunisien Hechmi Marzouk en 1978 pour occuper l'actuelle place[5], démontée en 1987 à la suite du coup d'État de Ben Ali pour être placé à l'entrée de la ville de La Goulette, avant de retrouver sa place le 1er juin 2016 ;
- Horloge, installée à la place de l'ancienne horloge en 2001.

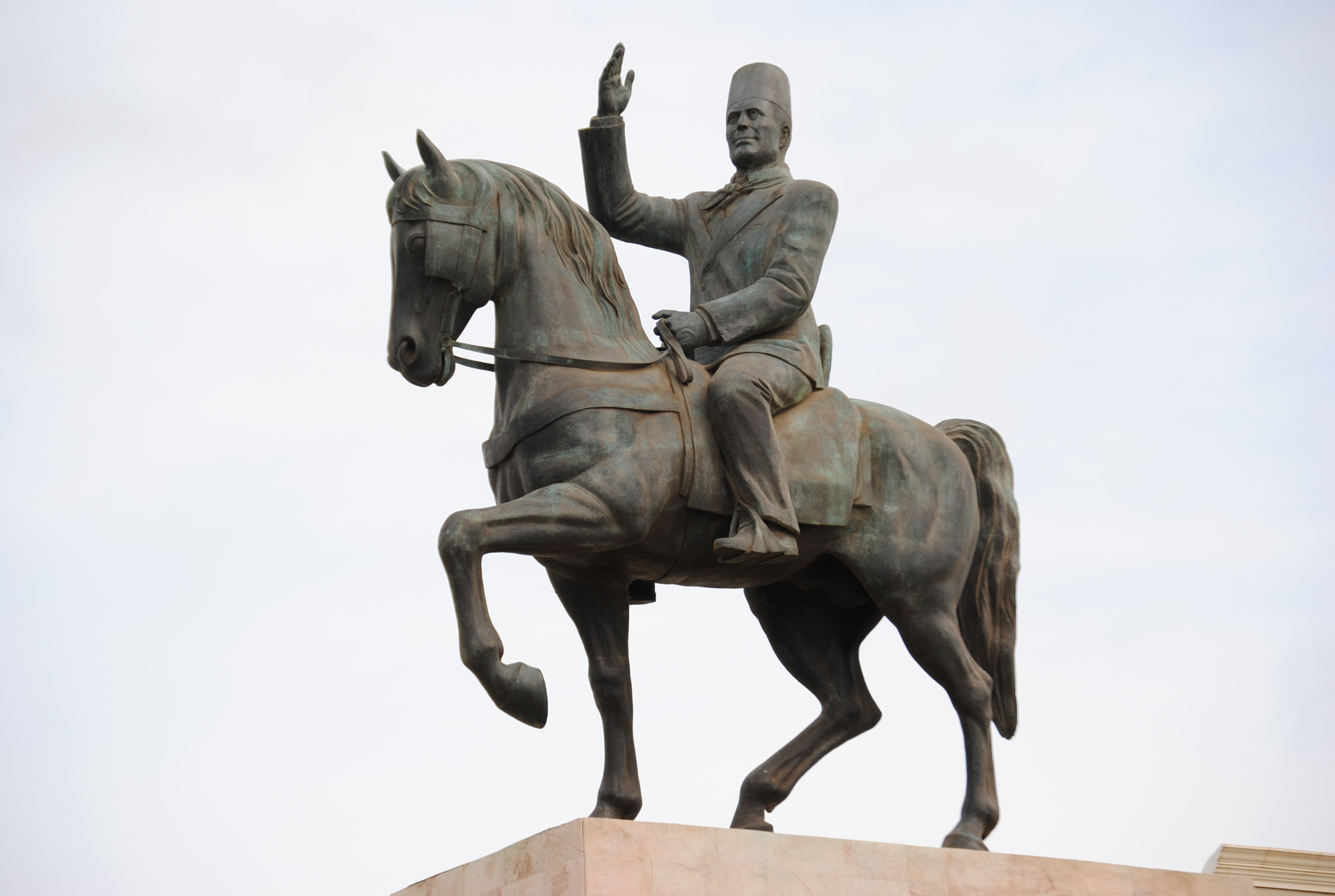
Statue équestre de Bourguiba.
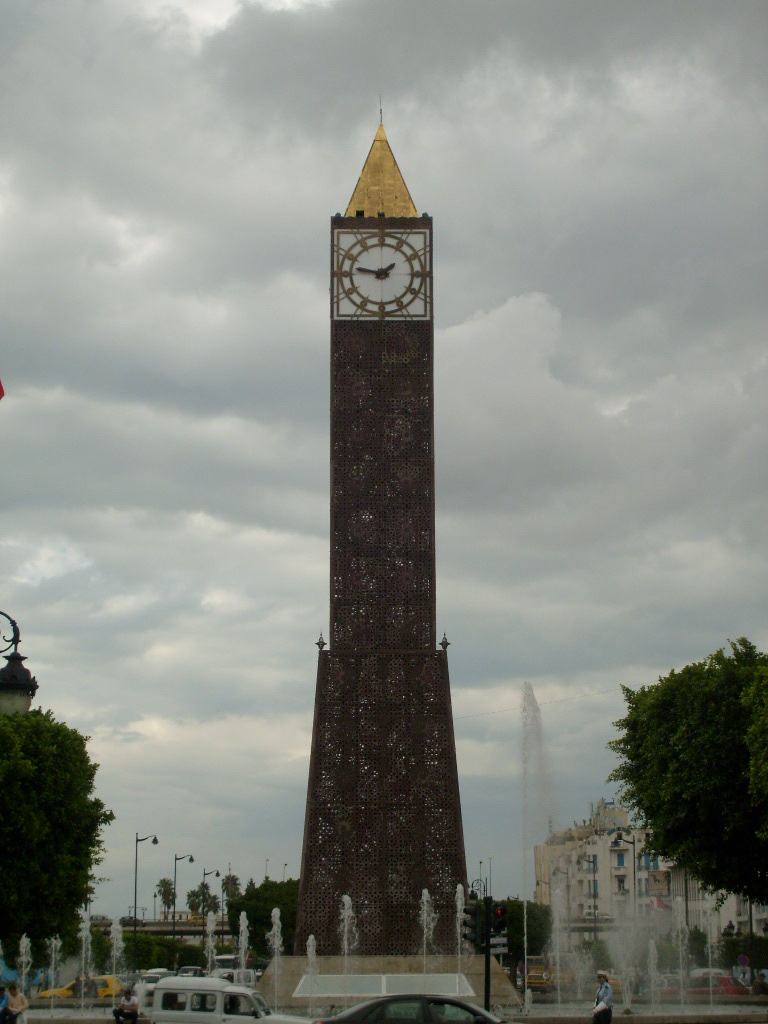
Horloge de la place du 14-Janvier 2011.